# Brive-la-Gaillarde
Brive-la-Gaillarde (/bʁiv la ɡajaʁd/; in occitano Briva) è un comune francese di 50 272 abitanti sottoprefettura del dipartimento della Corrèze, nella regione Nuova Aquitania.
Fino al 1919 il suo nome era semplicemente Brive, con il quale continua ad essere nota. Il demotico degli abitanti è Brivistes; è invalso l'uso di Brivois per indicare i nativi di fuori del centro cittadino.

## Geografia fisica
Brive è attraversata dalla Corrèze, che poco più a valle confluisce nella Vézère. La cittadina è situata a 32.5 km a sud-ovest del capoluogo dipartimentale Tulle e a 200 km ad est di Bordeaux e a 95 km a sud di Limoges.

## Storia
Un insediamento esiste probabilmente dal I sec. d.C. come punto di attraversamento del fiume Corrèze (il toponimo Briva (o Briua) significa ponte), e nel V sec. si sviluppò attorno ad una chiesa dedicata a Saint-Martin-l'Espagnol (poi più volte ricostruita) e nel VI sec. fu teatro di una rivolta dei nobili di Aquitania.
Nel XII sec. si dotò di una cinta muraria, seguita da una seconda durante la Guerra dei cent'anni (entrambe ora demolite). Sempre durante tale guerra, il Trattato di Brétigny del 1360 l'assegnò alla corona inglese, ma nel 1374 ritornò alla corona francese.
Nella Seconda guerra mondiale, Brive fu la prima città francese occupata a liberarsi con i soli propri mezzi: questo avvenne il 15 agosto 1944 e le valse la Croix de guerre 1939-1945.

### Simboli
Briva Inferioris Lemovicii caput ("Brive capitale del Basso Limosino").»
Lo stemma comunale è stato adottato il 15 gennaio 1815. Le spighe poste a forma di giglio simboleggiano sia la fedeltà alla Corona che la ricchezza dell'agricoltura locale.

## Monumenti e luoghi d'interesse
- Collegiata di San Martino

## Cultura

### Istruzione

#### Musei
- Museo Labanche

## Società

### Evoluzione demografica
Abitanti censiti

## Infrastrutture e trasporti

### Strade
Brive-la-Gaillarde è un importante snodo autostradale della regione in quanto si trova all'interconnessione tra l'A89 e l'A20.

### Ferrovie
La stazione di Brive-la-Gaillarde è il principale snodo ferroviario del dipartimento in quanto situata all'interconnessione tra la linea Les Aubrais - Orléans–Montauban e la linea Coutras-Tulle oltreche essere capolinea della ferrovia per Tolosa e di quella per Nexon.

## Amministrazione

### Cantoni
Fino al 2014, il territorio comunale della città di Brive-la-Gaillarde era suddiviso in 5 cantoni:
- Cantone di Brive-la-Gaillarde-Centre: comprende una parte di Brive-la-Gaillarde
- Cantone di Brive-la-Gaillarde-Nord-Est: comprende una parte di Brive-la-Gaillarde
- Cantone di Brive-la-Gaillarde-Nord-Ovest: comprende una parte di Brive-la-Gaillarde
- Cantone di Brive-la-Gaillarde-Sud-Est: comprende una parte di Brive-la-Gaillarde e il comune di Cosnac
- Cantone di Brive-la-Gaillarde-Sud-Ovest: comprende una parte di Brive-la-Gaillarde e i comuni di Estivals, Jugeals-Nazareth, Nespouls e Noailles

A seguito della riforma approvata con decreto del 24 febbraio 2014, che ha avuto attuazione dopo le elezioni dipartimentali del 2015, il territorio comunale della città di Brive-la-Gaillarde è stato suddiviso in 4 cantoni:
- Cantone di Brive-la-Gaillarde-1: comprende parte della città di Brive-la-Gaillarde
- Cantone di Brive-la-Gaillarde-2: comprende parte della città di Brive-la-Gaillarde
- Cantone di Brive-la-Gaillarde-3: comprende parte della città di Brive-la-Gaillarde e i due comuni di La Chapelle-aux-Brocs e Cosnac
- Cantone di Brive-la-Gaillarde-4: comprende parte della città di Brive-la-Gaillarde

### Gemellaggi
- Lauf an der Pegnitz
- Joliette
- Sikasso
- Guimarães
- Melitopol

## Sport

### Ciclismo
Il 20 luglio 2012 la città ha ospitato l'arrivo della 18ª tappa del Tour de France, con la vittoria dell'inglese Mark Cavendish.

### Rugby
Il Club athlétique Brive Corrèze Limousin, più frequentemente abbreviato CA Brive o semplicemente Brive, è il club di rugby a 15 di Brive-la-Gaillarde.
Fondato nel 1910, non ha mai vinto il titolo di campione nazionale, pur essendo giunto 4 volte in finale (nel 1965, nel 1972, nel 1975 e nel 1996), tuttavia vanta una Coppa di Francia (nel 1996) e un titolo di campione d'Europa nel 1997.
Milita in massima divisione francese, il Top 14, e disputa i suoi incontri interni allo Stadio Amédée Domenech, impianto municipale capace di 15.000 posti.